# Аркиа

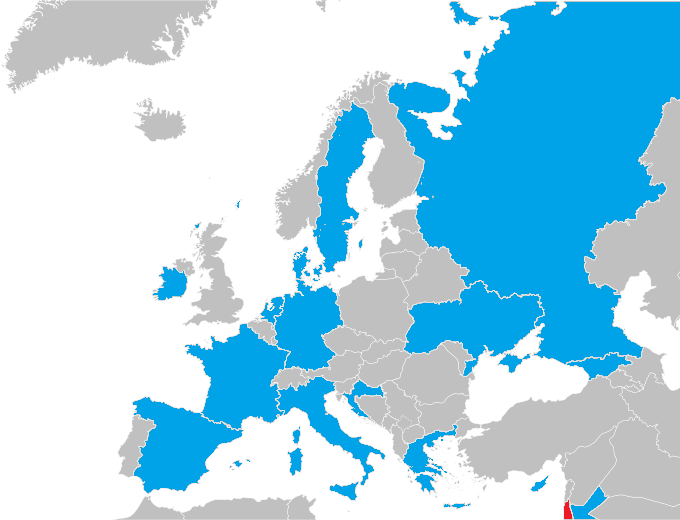
Карта стран, в которые Arkia совершает рейсы

Арки́а (ивр. ארקיע‎ — «Я воспарю») — израильская авиакомпания, основанная в 1949 году, со штаб-квартирой в Тель-Авиве. Это вторая (после Эль-Аль) по величине авиакомпания в Израиле, обслуживающая внутренние и международные рейсы в Европу и Средиземноморье (Ларнака, Амман, Дублин). Летом 2023 года Аркиа объявила о запуске нового направления - на Гоа. С октября 2023 года авиакомпания начинает регулярные рейсы в Эс-Сувейра в Марокко.
Базируется авиакомпания в аэропорту имени Бен-Гуриона.

## Флот
| Самолёт             | Количество            | Число мест | Примечания                             |
| ------------------- | --------------------- | ---------- | -------------------------------------- |
| Embraer E-190       | 1                     | 110        |                                        |
| Embraer E-195       | 3                     | 122        |                                        |
| Embraer 195-E2      | (6 заказаны +4 опция) | н/д        |                                        |
| Airbus A321neoLR    | 3                     | 220        | Стартовый эксплуатант                  |
| Airbus A330-900 Neo | (4 заказаны)          | 340        |                                        |
| Boeing 767          | 1 (арендован у Neos)  | 284        | Работает на рейсах в Таиланд и Америку |
| Всего               | 8                     |            |                                        |

## Галерея

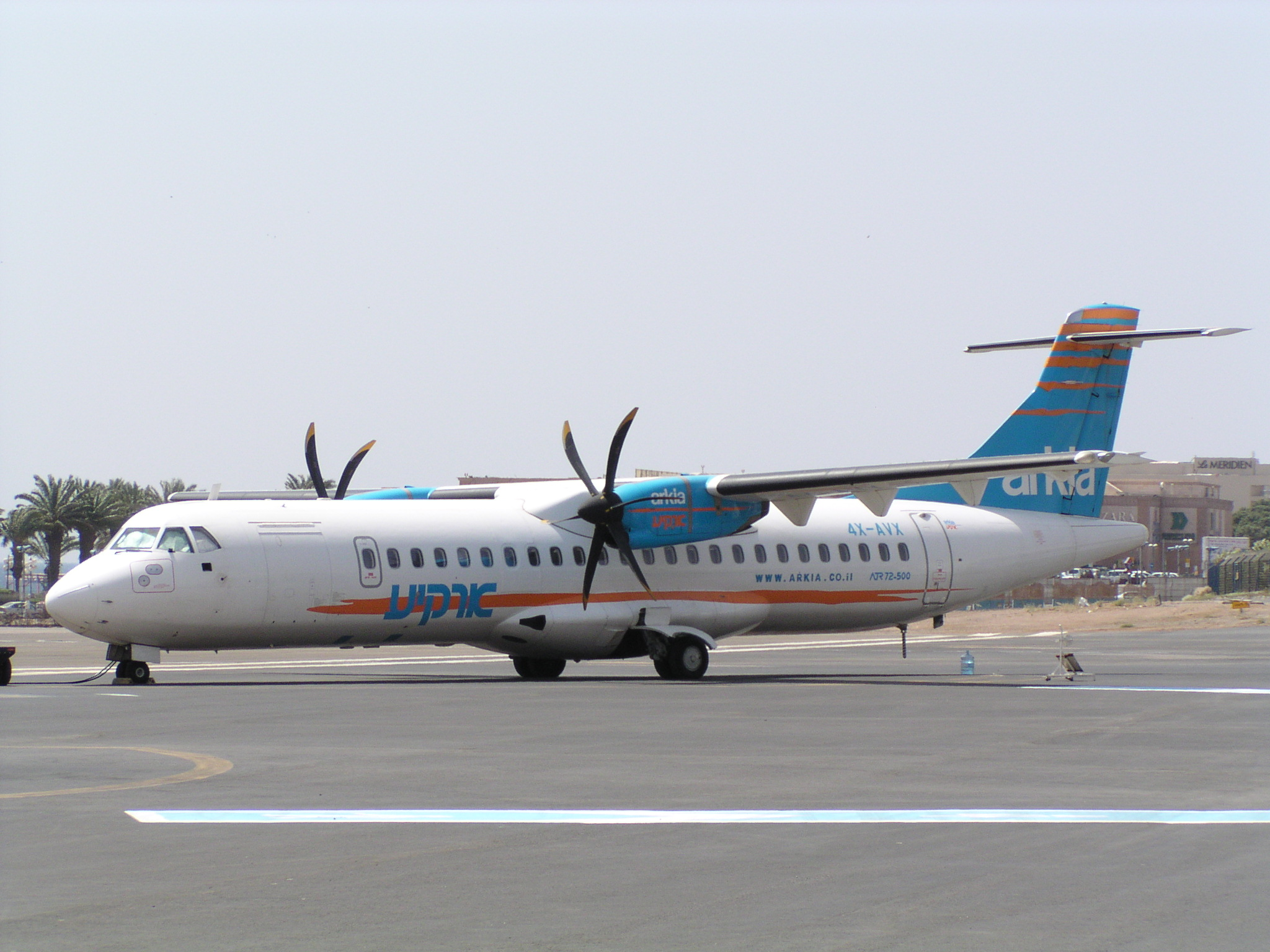
ATR 72-500 компании «Аркиа» в аэропорту Эйлат
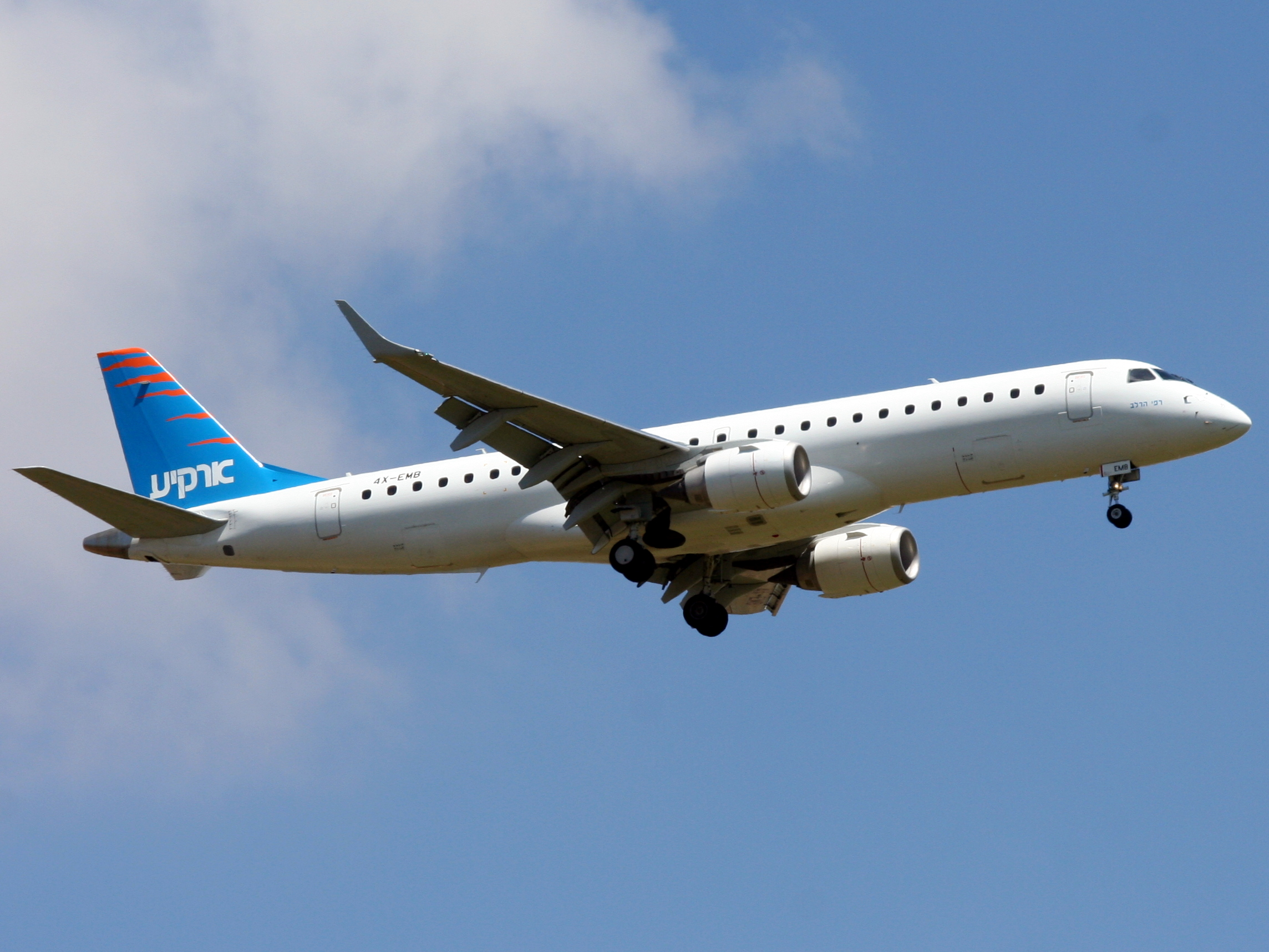
Embraer E-190 компании «Аркиа»
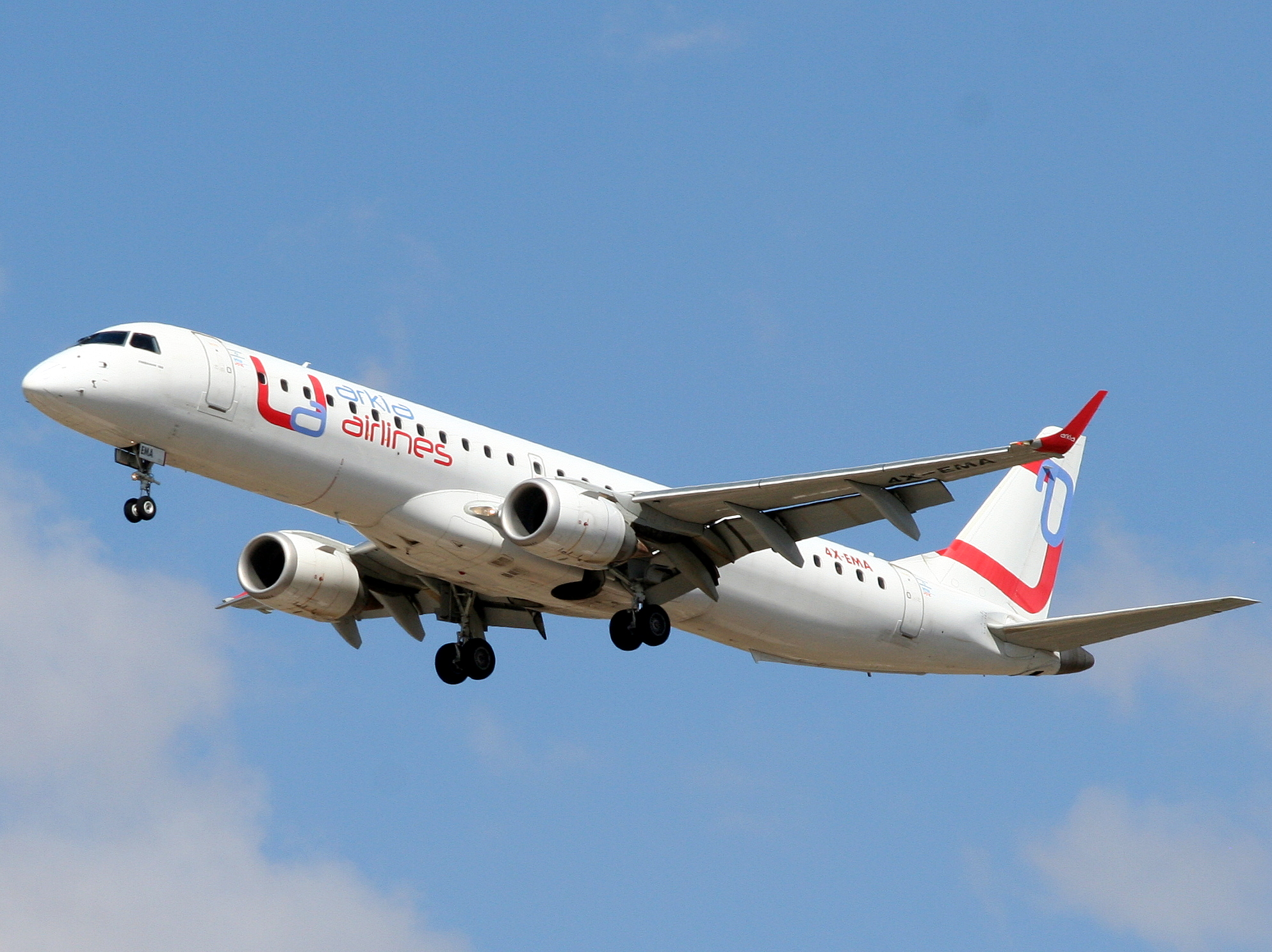
Embraer E-190 в новой ливрее
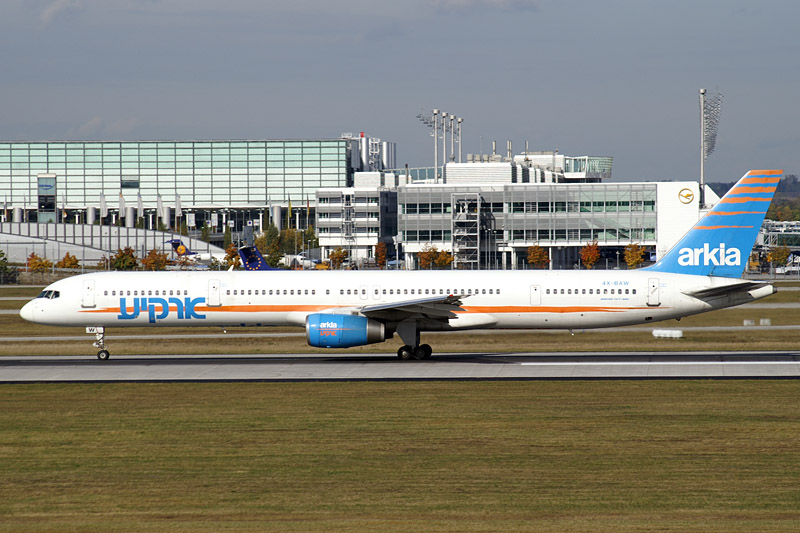
Самолёт Boeing 757-300 компании «Аркиа»